# 旅遊會籍騙案
旅遊會籍騙案,又名旅遊會籍詐騙,是一种利用诱骗或逼迫等手段使受害人购买分时度假服务的犯罪行为。
受害人在不经意或不情愿的情况下，购买非个人意愿的服务，且通常费用高昂。
但因受害人对相关法律条文欠缺认知，或忌惮采取法律行动或举证的困难，难以依法对犯罪嫌疑人追究。

## 犯罪組織
旅遊會籍騙子公司，通常會以調查公司作遮掩，並透過電話或問卷調查方式，以聯絡套取受害人的個人資料，如姓名、職業、收入及-聯絡電話。
騙子公司會以中獎或感謝為借口，利誘受害人親身到該公司領取禮品，但其後就軟禁受害人，並且進行推銷及硬銷旅遊會籍等活動。受害人在該公司職員的不停遊說、「洗腦」、疲勞轟炸及誤導下而加入會藉，甚至有些更在職員的恐嚇及威逼下而簽署合約。

## 受害人特質
- 社会经验尚浅，对相关法律欠缺认知
- 不了解相关案件的常用手法
- 贪小便宜或易受美色诱惑
- 有旅游或出差需求但戒备心不足

## 騙案過程
1. 以電話訪問為由套取個人資料
2. 事後以中獎為由誘騙受害人到公司領取禮物，而該禮物其實隨處可有（如：船票、酒店住宿、現金禮券，但到最後多半是沒有拿到的）
3. 說會有60至90分鐘的講座（形式很獨特，是硬銷面談）
4. 通常約在黃昏或下班時間（心理學研究該段時間人的意志力是一天中最為薄弱）
5. 會以播片或講座形式介紹分時旅遊，之後開始疲勞轟炸攻勢
6. 會有專人監視目標，或一對一向目標推銷會籍，期間不許目標開電話或聯絡他人，通常讓目標到一個位置是你看不見門口的（心理學研究人看見門口便會想離開）
7. 會以強勁背景音樂擾亂目標的心神，令受害者精神不集中
8. 當目標拒絕或要求離開時，會有另一個騙棍輪流對目標車輪戰，並拒絕讓目標離開，揚言用法律途徑追究
9. 再推銷不遂，便以威迫利誘方法要目標簽約，如果對方使用武力，目標是有權利可以反過來向他們「公司」追討心靈及身體創傷賠償的
10. 收取訂金，多少不拘，信用卡、易辦事（EPS）、現金全收
11. 求其解釋，含糊其詞講解合約，避開對消費者不利的重點或只是輕輕帶過
12. 迫目標簽下不公平合約，有冷靜期但收取高達30%行政費用，合約不能終止

## 防止被騙方法
- 学习并了解相关法律或常用手法
- 被强留或必要时应及时报警咨询或求助，且保持手机开机
- 时刻警惕且不贪便宜，应问清奖品是否有附加条件
- 去相关公司或参加讲座前，网络搜寻或询问熟人以了解相关信息
- 参与相关活动时，不轻易签约更不轻易消费
- 如无意参加计划或发现不妥时应果断拒绝

## 在香港的刑罰
- 香港法例第210章第18條[1]《盜竊罪條例──以欺騙手段取得金錢利益》
- 香港法例第455章[1]《有組織及嚴重罪行條例》

## 案例
小額錢債審裁處2001年第26290號申索案 - 判案書 （页面存档备份，存于）

## 外部連結
1. 1 2  .   [2009-02-19]. （原始内容存档于2007-06-01）.